# Certamen Terra i Cultura - Premi Miquel Martí i Pol
El Certamen Terra i Cultura - Premi Miquel Martí i Pol és un premi músic-literari convocat anualment pel Celler Vall Llach des de l'any 2008 i està dotat amb 5.000 euros i una obra de l'escultor Josep Bofill. S'atorga a la millor composició musical original basada en un poema en llengua catalana. Les cançons que s'hi presenten han d'haver estat publicades entre l'11 de setembre de l'any anterior i el mateix dia de l'any present. El 2022 es va instaurar també el premi Accèssit Ramon Muntaner.

## Premiats
- 2008: Clara Andrés per «Personatges» de Josep Pedrals

- 2009: Sílvia Pérez Cruz per «Covava l'ou de la mort blanca» de Maria-Mercè Marçal

- 2010: Òscar Briz per «Sense futur» de Salvador Espriu, i Joan Manuel Galeas per «Em declaro vençut» de Miquel Martí i Pol

- 2011: Tomàs de los Santos per «Homenatge anònim XV» de Vicent Andrés Estellés

- 2012: Roger Mas per «Si el mar tingués baranes» de Maria-Mercè Marçal

- 2013: Toni Xuclà per «Aquesta pau és meva» de Salvador Espriu

- 2014: Judit Neddermann per «El fugitiu» de Miquel Martí i Pol

- 2015: Bertomeu per «Els amants» de Vicent Andrés Estellés[2]

- 2016: Mireia Vives i Borja Penalba per «Si no fores (no amb mi)» de Roc Casagran

- 2017: David Carabén per «Tot són preguntes» de Joan Vinyoli

- 2018: Sommeliers per «La llibertat» de Joan Margarit[3]
- 2019: Clàudia Cabero per «Dona-dindi» de Rosa Maria Arrazola[4]
- 2020: Juan Valderrama per «Podries» de Joana Raspall[5]
- 2021: The Tyets per «El ratolí» d'Enric Larreula[6]
- 2022: Carles Dénia per «Oda apatxe a València» de Ramon Ramon[1]

### Accèssit Ramon Muntaner
- 2020: Marala per «Cançó» de Miquel Martí i Pol[5]
- 2021: Clara Poch i Marçal Calvet per «Ací em pariren i ací estic» de Vicent Andrés Estellés[6]
- 2022: Anna Andreu per «Quietud» de Maria Antònia Salvà[1]